# 더블 케이
일슨 (ILLSON, 본명: 손창일, 1982년 1월 1일 ~ )는 대한민국의 래퍼이다. 과거에는 Double K라는 예명을 사용했었고, Movement 소속이다. 2004년에 첫 번째 정규 앨범 《Positive Mind》를 발매하였고, 그 해에 KMTV와 Mnet 선정 최고의 신인상을 수상하였다. 2집 앨범 《Ink Music》은 2010년 5월 6일부터 온라인 음원사이트를 통해 공개되었다. 2집의 오프라인 발매는 같은 해 5월 10일이었다. 2012년 Mnet 《Show Me The Money》에서 우승을 하였다. 2013년 제22회 하이원 서울가요대상 힙합상과 2013년 제2회 가온차트 K-POP award 올해의 발견상 힙합부문을 수상하였다.

## 앨범

### 정규 앨범
- 1집 Positive Mind
- 2집 Ink Music

### 싱글 EP 앨범
- 디지털 싱글 멘트
- 디지털 싱글 랩운동
- 디지털 싱글 HOTpants
- 디지털 싱글 Rewind
- EP 놈
- 디지털 싱글 꿈한테
- 디지털 싱글 Party 'Animal
- 디지털 싱글 R.O.K
- 디지털 싱글 Be Proud
- 디지털 싱글 Dope
- 디지털 싱글 Never Enough
- 디지털 싱글 나를 만든 것
- 디지털 싱글 That Boi
- 디지털 싱글 그린웨이브
- EP 그린웨이브
- 디지털 싱글 U don`t (Original Ver.)
- 디지털 싱글 REBORN
- 디지털 싱글 가고 있어
- 디지털 싱글 Cypher (Multiplayer)
- Analogue part2 (Livesystem)
- 디지털 싱글 SWAY

### 프로젝트 앨범
- 디지털 싱글 너 하나만 못해 (2010. 11. 09), (With Bobby Kim)
- 1집 Flow 2 Flow (2011. 01. 25), (With Dok2)

### 랩, 작사, 작곡 및 프로듀싱
- I Know (Remix) - 손호영
- Skill Race - 배치기
- Die Legend - Drunken Tiger
- 서러운 울음소리 - DRUNKEN TIGER
- Pride - Dynamic Duo
- 동전 한 닢 (Remix) - DYNAMIC DUO
- All Star - 허니 패밀리
- Yes OK - 리쌍
- Outsider - 리쌍
- 다리 - 리쌍
- 작은 Mic 속의 내 자유 - 리쌍
- 투혼 - 리쌍
- 컨디션 - 리쌍
- X2 - 리쌍
- Eight By Eight - Epik High
- Watch Ya Self - Epik High
- 8 By 8, Part 2 - Epik High
- 지랄하지 마오 - Buga Kingz
- Quality - Nuoliunce
- Music Is Power - Vasco
- Fun Fun - 이정현
- Ride With Us - Rhymer
- M.U.S.I.C - Mighty Mouth
- 만나러 가는 길 - 별
- 그래도 이별은 - J
- 그 누가 날 대표하는가 - JJK
- One Light - Pe2ny
- Killing Love - 서연
- Step By Step - 태완
- Spring Fever - 린
- 떠버리 Part.2 - Leo Kekoa
- 굿모닝 서울 - I.F.
- Gotta Go - 은지원
- Tongue Fighters - Azzy
- Do Da Right - URD
- 베개 - 왁스
- F.U. - TBNY
- Movement 4 (꺼지지 않는 초심) - Bizzy
- 톡 톡 톡 (Toc Toc Toc) - 이효리
- Get 2 Know - 이효리
- Rose - 휘성
- Thunderground Movement Pt.2 - DOK2
- 훔쳐 - DOK2
- Momentum (Da Planet Shiver mix) - Planet Shiver
- 맴 맴 맴 - Bobby Kim
- Break Down - 김현중
- Breath - 준수(XIA)
- I'm Back - Primary
- Soul Mate - MR. GORDO
- 나만의 길 - BOBBY KIM
- 비 내리는 고모령 - ALI
- Waiting - Anda
- Silent Stalker - 제아 (브라운 아이드 걸스)
- ProMeTheUs (튀겨) - 얀키
- illusion (Still in Love..) - 길학미
- 질러 - DOK2
- I'm Back - Primary
- 허리를 감아 - 로망
- Baby I Love U - ROO (루)
- 못된놈 - 백청강
- 잘해 - 리멤버러스
- 36인치 - 시진
- New Rasta Virus - 루드 페이퍼 (RUDE PAPER)
- MUSHI MUSHI - 개리
- 이러지 말아요 - Lush
- NEW WAVE - B-Free
- Pattern - SUPERBEE
- 나의 20대 - Jun. K
- 도박 REMIX - 박재범
- IDCA - Basick
- Window Shopping - Y-8
- FRYPAN - Ravi
- 오늘처럼 - 윤미래
- 돈 - TakeOne
- Slowly Surely - moderniq

## 출연작
- Mnet 《Show Me The Money》
- Mnet 《너희가 힙합을 아느냐》

## 예명
- 2020년, 예명이 Double K에서 ILLSON으로 변경되었다.